# Tirteln

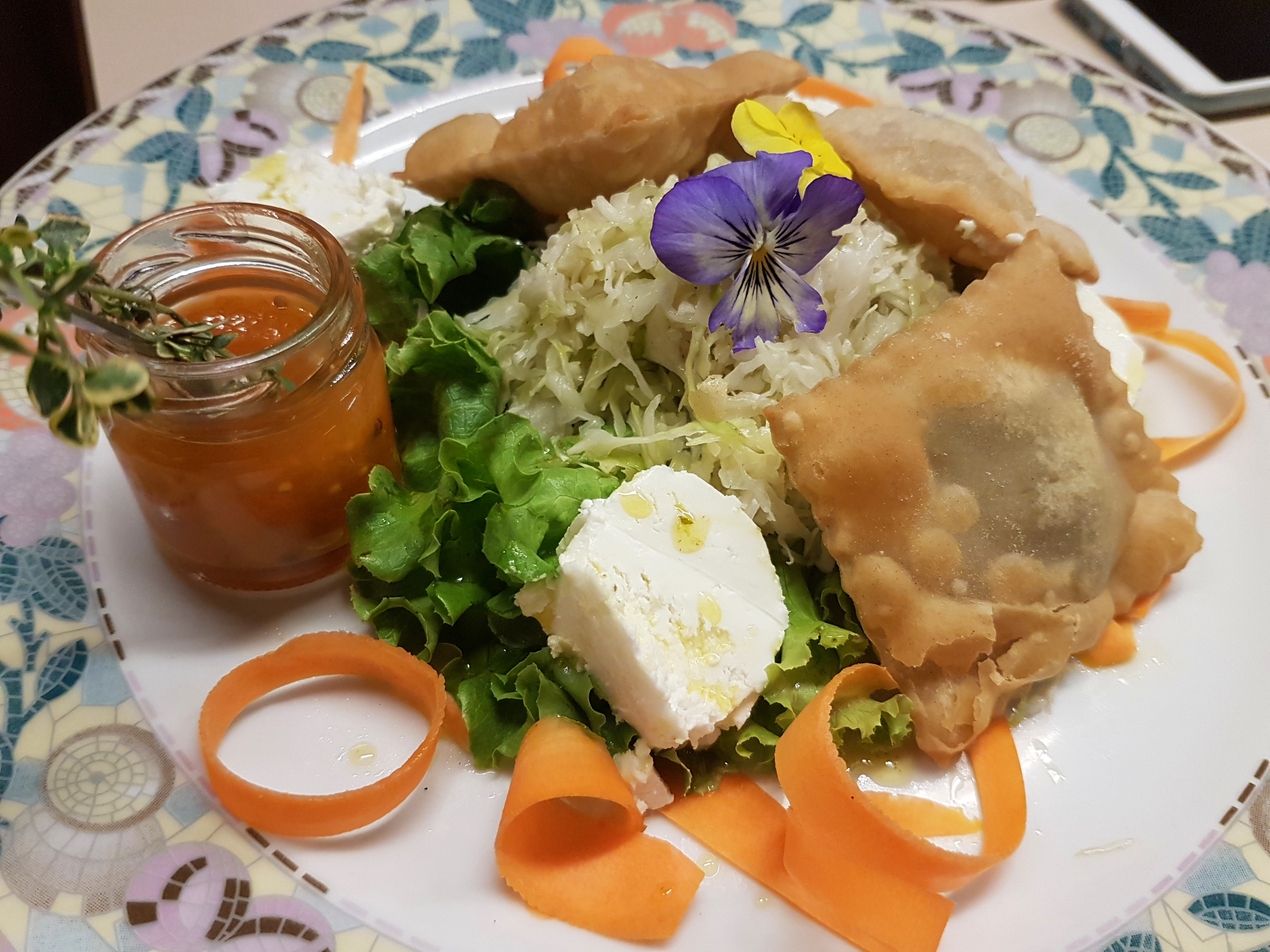
Tirtln mit Sauerkraut

Tirteln, auch Tirtlan, Türteln, Tirschtln, Tirschtlan oder ladinisch Tutres sind ein traditionelles Schmalzgebäck der Südtiroler Küche, das ursprünglich besonders im Pustertal, um Brixen, im Gadertal und im Eisacktal Verbreitung fand. Tirteln bestehen in der Hauptsache aus einem Teig aus Weizen- und Roggen-Mehl, Milch, Eiern sowie Butter und werden mit verschiedenen Füllungen zubereitet.

## Zubereitung
Der aus Mehl (Weizen und Roggen zu gleichen Teilen), Butter, Milch und Eiern geknetete Teig wird zu einer Rolle geformt, von der Stücke abgeschnitten und zu tellergroßen Scheiben ausgerollt werden. Die Hälfte der Scheiben wird mit der zubereiteten Füllung bestrichen, mit einem zweiten, nicht bestrichenen Teigstück bedeckt und rund ausgeradelt oder mit einer Backform ausgestochen und an den Rändern zusammengedrückt. Anschließend werden sie schwimmend in heißem Fett (klassisch: Butterschmalz) gebacken.

### Füllungen
Tirteln werden traditionell unterteilt in süße, saure und grüne Tirteln. Süße Tirteln werden mit einer Mischung aus Marmelade oder Preiselbeeren und Johannisbrotkernmehl gefüllt, während sich in den sauren vor allem Sauerkraut befindet. Grüne Tirteln werden mit Spinat oder Mangold, Topfen und zerdrückten Erdäpfeln gefüllt. Der Phantasie sind jedoch keine Grenzen gesetzt, so schrieb die Hochzeits- und Primiz-Köchin Nothburga Engl in ihrem handgeschriebenen Kochbuch von 1837 elf verschiedene Füllungen auf, u. a. auch mit Fleisch, Innereien, Grieß oder Schokolade.

## Brauchtum und Tradition
Tirteln waren ursprünglich nur an hohen Festtagen üblich, sie galten früher als feiner Leckerbissen. Erst später bürgerte es sich ein, sie zu jeder Gelegenheit zu essen, warm oder kalt, am Abend oder zum Frühstück, zum Kaffee oder mit Mus. In Milland bei Brixen veranstaltete man bis 1925 jeweils am zweiten Fastensamstag neben dem Viehmarkt einen „Türtlmarkt“. In Lüsen gab es anlässlich des St. Georgi-Kirchtags ein Armenmahl, bei dem laut einer Aufzeichnung aus dem Jahr 1749 auch „Törteln“ zur Verteilung kamen.
Besondere Tirteln gab es in Olang, dessen Bevölkerung wegen eines alten Pestgelübdes am Tag vor dem Sebastianitag, dem 19. Jänner, nichts Tierisches essen durfte. Am Abend gab es daher Tirteln, für deren Teig Zwiebeln mit Leinöl und einer „Mete“ vermischt wurden. Die „Mete“ bestand aus einer Einbrenn aus Leinöl und Mehl, der man zusätzlich Mohn und Holzkohle zugab und mit Zuckerwasser aufgoss. Wenn die „Mete“ besonders schwarz war, sah man das als besonderes Fastenessen.